# Montenegrinischer Fußballpokal 2007/08
Der Montenegrinischer Fußballpokal 2007/08 (Kup Crne Gore) war die zweite Austragung des Pokalwettbewerbs im Fußball in Montenegro seit der Unabhängigkeit im Juni 2006. Pokalsieger wurde der FK Mogren, der sich im Finale gegen den FK Budućnost Podgorica im Elfmeterschießen durchsetzte. Titelverteidiger FK Rudar Pljevlja war im Halbfinale gegen den späteren Sieger ausgeschieden.
Durch den Sieg im Finale qualifizierte sich Mogren für die 1. Qualifikationsrunde im UEFA-Pokal 2008/09.

## Modus
In der 1. Runde wurde der Sieger in einem Spiel ermittelt. Stand es nach der regulären Spielzeit von 90 Minuten unentschieden, kam es ohne Verlängerung direkt zum Elfmeterschießen.
Im Achtel-, Viertel- und Halbfinale wurden die Sieger in Hin- und Rückspiel ermittelt. Bei Torgleichheit entschied zunächst die Anzahl der auswärts erzielten Tore, danach ohne Verlängerung ein Elfmeterschießen.
Das Finale wurde dagegen im Falle eines Remis zunächst verlängert und gegebenenfalls durch Elfmeterschießen entschieden.

## Teilnehmende Teams
| Prva Liga (12) | Druga Liga (12) | Treća Liga (6) |
| --- | --- | --- |
| - FK Bokelj Kotor - FK Budućnost Podgorica - FK Dečić Tuzi - FK Grbalj Radanovići - FK KOM Podgorica - FK Lovćen Cetinje - FK Mladost Podgorica - FK Mogren Budva - OFK Petrovac - FK Rudar Pljevlja - FK Sutjeska Nikšić - FK Zeta Golubovci | - FK Arsenal Tivat - FK Berane - FK Bratsvo Cijevna - FK Čelik Nikšić - Crvena Stijena Podgorica - FK Gusinje - FK Ibar Rožaje - FK Jedinstvo Bijelo Polje - FK Jezero Plav - FK Otrant Ulcinj - FK Tekstilac Bijelo Polje - FK Zabjelo | - FK Pljevlja 1997 (Sieger Nord) - FK Prvijenac (Finalist Nord) - FK Ribnica (Sieger Zentrum) - FK Grafičar Podgorica (Finalist Zentrum) - FK Mornar Bar (Sieger Süd) - OFK Bar (Finalist Süd) |

## 1. Runde
Die letztjährigen Finalisten FK Rudar Pljevlja und FK Sutjeska Nikšić erhielten ein Freilos.
| Datum      |                       | Ergebnis        |                           |
| ---------- | --------------------- | --------------- | ------------------------- |
| 02.10.2007 | FK Grafičar Podgorica | 0:2             | FK Budućnost Podgorica    |
| 03.10.2007 | FK Dečić Tuzi         | 3:0             | FK Bratsvo Cijevna        |
| 03.10.2007 | FK Zabjelo            | 0:0 (2:4 i. E.) | FK Lovćen Cetinje         |
| 03.10.2007 | FK Pljevlja 1997      | 0:5             | FK Mogren Budva           |
| 03.10.2007 | FK Mornar Bar         | 0:1             | FK Mladost Podgorica      |
| 03.10.2007 | OFK Petrovac          | 3:0             | FK Gusinje                |
| 03.10.2007 | FK Zeta Golubovci     | 3:1             | FK Tekstilac Bijelo Polje |
| 03.10.2007 | FK Grbalj Radanovići  | 4:0             | FK Čelik Nikšić           |
| 03.10.2007 | FK Bokelj Kotor       | 1:1 (1:4 i. E.) | FK Berane                 |
| 03.10.2007 | FK Prvijenac          | 0:3             | FK KOM Podgorica          |
| 03.10.2007 | FK Arsenal Tivat      | 0:0 (4:1 i. E.) | FK Jedinstvo Bijelo Polje |
| 03.10.2007 | FK Ribnica            | 1:1 (5:6 i. E.) | OFK Bar                   |
| 03.10.2007 | FK Ibar Rožaje        | 1:0             | Crvena Stijena Podgorica  |
| 03.10.2007 | FK Otrant Ulcinj      | 1:1 (5:3 i. E.) | FK Jezero Plav            |

## Achtelfinale
| Datum             |                        | Gesamt          |                      | Hinspiel | Rückspiel |
| ----------------- | ---------------------- | --------------- | -------------------- | -------- | --------- |
| 24.10./07.11.2007 | FK Grbalj Radanovići   | 9:0             | OFK Bar              | 7:0      | 2:0       |
| 24.10./07.11.2007 | FK Dečić Tuzi          | 0:3             | FK Rudar Pljevlja    | 0:1      | 0:2       |
| 24.10./07.11.2007 | FK Budućnost Podgorica | 6:0             | FK KOM Podgorica     | 3:0      | 3:0       |
| 24.10./07.11.2007 | FK Zeta Golubovci      | 1:0             | FK Mladost Podgorica | 1:0      | 0:0       |
| 24.10./07.11.2007 | FK Otrant Ulcinj       | 2:2 (2:3 i. E.) | FK Arsenal Tivat     | 0:2      | 2:0       |
| 24.10./07.11.2007 | FK Berane              | 4:2             | FK Ibar Rožaje       | 1:0      | 3:2       |
| 24.10./07.11.2007 | OFK Petrovac           | (a)3:3(a)       | FK Lovćen Cetinje    | 2:0      | 1:3       |
| 24.10./28.11.2007 | FK Mogren Budva        | 2:1             | FK Sutjeska Nikšić   | 1:1      | 1:0       |

## Viertelfinale
| Datum             |                   | Gesamt          |                        | Hinspiel | Rückspiel |
| ----------------- | ----------------- | --------------- | ---------------------- | -------- | --------- |
| 05.12./12.12.2007 | FK Zeta Golubovci | 1:2             | FK Budućnost Podgorica | 0:0      | 1:2       |
| 05.12./12.12.2007 | FK Rudar Pljevlja | 2:0             | FK Grbalj Radanovići   | 0:0      | 2:0       |
| 05.12./12.12.2007 | FK Mogren Budva   | 1:0             | OFK Petrovac           | 0:0      | 1:0       |
| 05.12./12.12.2007 | FK Berane         | 2:2 (4:3 i. E.) | FK Arsenal Tivat       | 1:1      | 1:1       |

## Halbfinale
| Datum             |                   | Gesamt |                        | Hinspiel | Rückspiel |
| ----------------- | ----------------- | ------ | ---------------------- | -------- | --------- |
| 02.04./16.04.2008 | FK Berane         | 0:4    | FK Budućnost Podgorica | 0:0      | 0:4       |
| 02.04./16.04.2008 | FK Rudar Pljevlja | 0:1    | FK Mogren Budva        | 0:0      | 0:1       |

## Finale
| Paarung                | FK Budućnost Podgorica – FK Mogren Budva |
| Ergebnis               | 1:1 n. V. (1:1, 0:0); 5:6 i. E. |
| Datum                  | 7. Mai 2008 um 20:00 Uhr MESZ |
| Stadion                | Gradski Stadion pod Goricom, Podgorica |
| Zuschauer              | 8.000 |
| Schiedsrichter         | Jovan Kaluđerović |
| Tore                   | 1:0 Petar Vukčević (53.) 1:1 Zec (84.) Elfmeterschießen: 1:0 Vukčević 1:1 Božović 2:1 Vuković 2:2 Nerić 3:2 Đurišić 3:3 Pejović 4:3 Ivan Vuković 4:4 Radulović 5:4 Raičević 5:5 Gluščević Bećiraj schießt über das Tor 5:6 Vujović                                     |
| FK Budućnost Podgorica | Miroslav Vujadinović – Goran Perišić (93. Radislav Sekulić), Ivan Čarapić, Blažo Rajović, Nemanja Vuković – Marko Vidović (71. Ivan Vuković), Mirko Raičević, Ivan Delić (46. Milan Đurišić), Gustavo Lopez – Petar Vukčević, Fatos Bećiraj Cheftrainer: Branko Babić  |
| FK Mogren Budva        | Ivan Janjušević – Bojan Begović, Luka Pejović, Goran Jovanović, Milan Radulović – Nemanja Papović (74. Bojan Bulatović), Nikola Vujović, Damir Čakar (55. Milenko Nerić), Vladimir Gluščević – Miodrag Zec (81. Ratko Zec), Balša Božović Cheftrainer: Dejan Vukićević |
| Gelbe Karten           | Čarapić, Sekulić – Pejović, Papović, Božović, M.Zec, Gluščević, Ivanović |